# Херсонські єпархіальні відомості
«Херсонські єпархіальні відомості» — офіційне видання Херсонської православної єпархії. Видавалися двічі на місяць впродовж 1860—1918 роках в Одесі.
Ініціатива створення офіційних періодичних видань православних єпархій у Російській імперії належала архієпископу Херсонському і Таврійському Інокентію (Борисову).
Саме «Херсонские епархиальные ведомости» (започатковані 1 липня 1860 року) та «Ярославские епархиальные ведомости» (започатковані 16 квітня 1860 року) були першими виданнями, які започаткували традицію офіційних друкованих органів місцевих єпархій у Російській імперії (див. Епархиальные ведомости (православні газети в Російській імперії)).
«Херсонские епархиальные ведомости» (так само, як і «Відомості» інших єпархій) складалися з двох частин: офіційної та неофіційної. Протягом 1901—1905 років неофіційна частина виходила під назвою «Прибавления к „Херсонским епархиальным ведомостям“». В офіційній частині друкувалися урядові постанови, розпорядження Синоду, керівництва єпархії та інше, у неофіційній — матеріали з повсякденного життя православного духівництва Херсонщини та Південної України, історико-статистичні описи місцевих парафій, статті з церковної історії, етнографії, археології, замітки на актуальні теми тогочасного духовного, культурно-освітнього та громадського життя, богословські праці, спогади, епістолярії, некрологи тощо. Публікувалися розвідки, присвячені історії окремих монастирів та храмів. Вміщувалися історико-біографічні нариси про церковних діячів.